# Himna suncu (Papandopulo)
"Himna suncu" Borisa Papandopula je kantata skladana za veliki orkestar, bariton i mješoviti zbor. Kantatu je Papandopulo skladao 1987. u svojoj kući u Tribunju, i to na stihove pjesnika Luke Paljetka. Skladba je trebala biti praizvedena na Dubrovačkim ljetnim igrama, ali je na susret s publikom morala čekati više od dvadeset godina. Djelo je posvećeno maestru Ivi Dražiniću. Kantata je praizvedena 26. studenog 2010. u Koncertnoj dvorani "Vatroslav Lisinski" pod ravnanjem dirigenta Pavla Dešpalja, a uz kantatu je izvedena i III. simfonija "Eroica" Ludwiga van Beethovena u spomen koncerta u konkaterali sv. Petra i Pavla u Osijeku.

## Izvođači kantate na praizvedbi
- Simfonijski orkestar HRT-a
- Zbor HRT-a
- bariton: Robert Kolar
- dirigent: Pavle Dešpalj

## Stavci
- I. Ehnaton
- II. Zaratustra
- III. Sunce Inka
- IV. Sunce Mediterana
- V. Finale

U IV. i V. stavku kantate je Papandopulo ubacio melodiju "Starih splitskih plesova".